# Championnats d'Afrique de pentathlon moderne
Les Championnats d'Afrique de pentathlon moderne sont une compétition internationale de pentathlon moderne voyant s'affronter les pentathloniens du continent africain. 

## Histoire
Les championnats d'Afrique se sont toujours déroulés en Égypte sauf en 2008 où la compétition se dispute en Afrique du Sud. Ces championnats ont pendant un temps été ouverts à tous les pentathloniens (y compris en dehors du continent) ; le premier Africain est alors sacré champion d'Afrique.
La compétition est qualificative pour les Jeux olympiques ; tous les sportifs qualifiés pour les Jeux via cette compétition sont égyptiens, à l'exception de la Sud-Africaine Karina Gerber en 2000.

## Éditions
Le tableau ci-dessous présente les éditions des championnats d'Afrique ainsi que ses villes organisatrices associées.
| Édition     | Ville organisatrice   |
| ----------- | --------------------- |
| 2000 (open) | Le Caire ( Égypte)    |
| 2002 (open) | Le Caire ( Égypte)    |
| 2003 (open) | Le Caire ( Égypte)    |
| 2004 (open) | Le Caire ( Égypte)    |
| 2005 (open) | Le Caire ( Égypte)    |
| 2006 (open) | Le Caire ( Égypte)    |
| 2007        | Le Caire ( Égypte)    |
| 2008        | Le Cap Afrique du Sud |
| 2011        | Alexandrie ( Égypte)  |
| 2015        | Le Caire ( Égypte)    |
| 2019        | Le Caire ( Égypte)    |
| 2023        | Le Caire ( Égypte)    |
| 2024        | Alexandrie ( Égypte)  |